# Синупрет
«Синупрет» (Sinupret) — лекарственное средство с недоказанной эффективностью.
Производитель, компания Bionorica, заявляет что синупрет – комбинированный препарат для симптоматического лечения синусита, однако, клинических испытаний, которые доказывают его эффективность не существует.

## Ингредиенты
«Синупрет» содержит в качестве лекарственных компонентов вербену, корень горечавки, цветки бузины, щавель и цветки первоцвета весеннего в порошкообразной форме или в виде экстракта. Этанол содержится в каплях и капсулах «Синупрета». Таблетки в оболочке содержат обычные вспомогательные вещества для таблеток, такие как крахмал, целлюлоза, лактоза и сахароза. Зелёная окраска покрытия получается за счёт добавления порошка хлорофилла (E141), индигокарминовой соли алюминия (E132) и рибофлавина (E101).

## Разработка, маркетинг и лицензирование
Производится немецкой фармацевтической компанией Bionorica SE в Ноймаркте в различных лекарственных формах: драже, капсулы и капли.
«Синупрет» был разработан в 1933 году основателем компании Йозефом Поппом (Josef Popp) в Нюрнберге.
В 1997 году было произведено послабление, и приём капель и капсул был отменён. Вместо этого под брендом «Синупрет» начались разработки таблеток и растворов в соответствии с Законом Германии о лекарствах для использования при воспалении носовых пазух. Одобрение подвергается критике в отчёте о назначении лекарств: таким образом, отсутствует фармакологическое назначение пяти активных ингредиентов, предназначенных для противовирусного, противовоспалительного и секретолитического действия. Таким образом, препарат получил одобрение в 1997 году, но представленные данные не выдержали строгой научной проверки.
«Синупрет» также разрешён в ряде других европейских стран, таких как Дания (2003 год), Австрия (1984 год), Швеция (2001 год), Швейцария, Чехия (1997 год) и Венгрия (1997 год). В США «Синупрет» продаётся не как лекарство, а как пищевая добавка.
В 1998 году препарат был прописан в Германии 3,8 миллиона раз. В 2009 году оборот в Германии составил 52 миллиона евро. «Синупрет» являлся самым продаваемым растительным препаратом и самым продаваемым безрецептурным средством от простуды в Германии.
В 2012 году в результате нового лицензирования ассортимент продукции был расширен за счёт добавления средства «Синупрет экстракт» (Sinupret extract), который содержит новый концентрированный растительный экстракт, в отличие от более старых препаратов. Диспергируемые таблетки (Liquitabs) были сняты с производства в 2013 году.
После многих лет судебных разбирательств с Bionorica, в октябре 2016 года компания Hexal AG выпустила на рынок препарат, эквивалентный препарату «Синупрет форте» (Sinupret forte), который был одобрен в качестве традиционного лекарственного средства растительного происхождения. После того, как препарат не получил широкого распространения на рынке, его распространение было прекращено.
По данным Bionorica, «Синупрет» считается самым продаваемым фитотерапическим средством в Германии (по состоянию на 2009 год).

## Эффективность
Научно подтверждённых доказательств противовоспалительного, антибактериального или противовирусного действия «Синупрета» не существует. Такие данные доступны только для симптоматического лечения воспаления придаточных пазух носа. В 2012 году они подверглись критике со стороны Medzine Telegram: согласно двойному рандомизированному плацебо-контролируемому клиническому исследованию с участием 386 пациентов, основным целевым критерием симптоматического действия экстракта «Синупрета» (оценка симптомов, включающая назальную секрецию, ретроназальную секрецию, заложенность носовых пазух). Учитываются нос, головная боль и давление на лице после лечения препаратом, содержащим активные ингредиенты (Verum). Статистическая значимость показывает, что лечение «Синупретом» значительно улучшено по сравнению с лечением безрецептурным препаратом (плацебо), однако качество такого доказательства пользы подвергается критике. Согласно протоколам диагностики и лечения (пересмотренным в 2022 году), рекомендуется лечение острого риносинусита с помощью «Синупрета». В 2021 году эксперты фонда тестирования качества товаров (Stiftung Warentest) оценили эффективность каждого ингредиента, как недоказанную.

## Другое
В соответствии с постановлением BGH от 2021 года производителю Bionorica больше не разрешается утверждать, что «Синупрет» борется с причинами воспаления. Формулировка утверждения, описывающая область применения, не содержит заявления о том, что «Синупрет» является лекарственным средством. Кроме того, утверждение об эффекте, полученном только на основе моделей на животных (тест на отёк крысиных лап), вводит потребителей в заблуждение.